# Tsjapo-Ologo
Tsjapo Ologo (Russisch: Чапо-Олого; Evenks voor "woonplaats van Tsjapo") is een selo (dorp) en selskoje poselenieje in het oosten van het district Kalar in het noorden van de Russische kraj Transbaikal. De plaats telde ruim 150 inwoners bij de volkstelling van 2010.

## Geografie
Het dorp ligt aan de rechteroever van de rivier de Tsjara, op 55 kilometer ten noordoosten van het districtcentrum Novaja Tsjara, en 17 kilometer ten noorden van het spoorwegstation Ikabja aan de Spoorlijn Baikal-Amoer (BAM).
Ten noorden ligt het Nerkaganmeer en ten oosten het Fermameer.

## Geschiedenis
De plaats was begin 20e eeuw reeds in gebruik bij rondtrekkende Evenken. Rond 1920 vestigde Afanasy Romanov zich op deze plaats, Hij was de broer van Ivan Romanov, die Sredny Kalar stichtte. Hij werd vervolgens onteigend tijdens de collectivisatie en zijn bedrijf werd samen met een aantal jachtbedrijven (pelzen van onder andere sabelmarters) en rendierhouderijen in 1932 verenigd in een kolchoz (in 1976 opgenomen als afdeling van een grotere sovchoz). In de jaren 1970 werd er ook een pelsdierhouderij (zilvervossen) aan toegevoegd. In 1994 ging de sovchoz echter failliet.
De meeste bewoners zijn pelsjagers. Het dorp heeft een kleuterschool en basisschool, cultureel centrum, bibliotheek en medische post.

## Bevolkingsontwikkeling
| Demografische ontwikkeling van de plaats tussen 1989 en 2010 |
| ------------------------------------------------------------ |
|                                                              |
| ■ Volkstelling                                               |

Bestuurlijk centrum: Novaja Tsjara

Ikabja · Kjoest-Kemda · Koeanda · Neljaty · Oedokan · Tsjapo-Ologo · Tsjara